# باهرة قصيرة البتلات
باهرة قصيرة البتلات (الاسم العلمي: Agave brevipetala) هو نوع من النباتات يتبع جنس الباهرة من الفصيلة الهليونية.